# Skyttorp
Skyttorp – miejscowość (tätort) w Szwecji, w regionie administracyjnym (län) Uppsala, w gminie Uppsala.
Według danych Szwedzkiego Urzędu Statystycznego liczba ludności wyniosła: 636 (31 grudnia 2015), 632 (31 grudnia 2018) i 620 (31 grudnia 2019).